# Afghanistan aux Jeux paralympiques d'été de 2020
L'Afghanistan participe aux Jeux paralympiques d'été de 2020 à Tokyo, avec deux para-athlètes qualifiés. Cette participation est la cinquième de l'histoire pour ce pays. Elle a pendant un temps été rendue incertaine à la suite de la prise du pouvoir par les talibans dans les semaines précédant l'évènement.
Lors de l'ouverture des Jeux, sa participation n'est ainsi pas garantie car les athlètes étaient bloqués dans le pays. La sportive Zakia Khudadadi, souvent présentée à tort comme la première femme à représenter l'Afghanistan aux Jeux paralympiques (Mareena Karim avait représenté l'Afghanistan en 2004), devient un des symboles de la lutte des droits des femmes menacé par les talibans.

## Qualifications des athlètes
Deux athlètes afghans doivent participer aux Jeux : Zakia Khudadadi en para-taekwondo chez les femmes et Hossain Rasouli en athlétisme chez les hommes (de nombreuses sources affirment à tort que Rasouli pratique lui aussi le para-taekwondo).
Toutefois, après la prise du pouvoir des talibans à Kaboul en août 2021, la participation afghane à ces Jeux est compromise : le 16 août 2021, le chef de mission du comité paralympique afghan, basé à Londres, annonce le retrait de l'Afghanistan. Khudadadi et Rasouli parviennent à fuir vers l'Australie et il est un temps envisagé qu'ils puissent finalement rejoindre Tokyo et participer aux compétitions. Craig Spence, porte-parole du Comité international paralympique (IPC), annonce toutefois que cette hypothèse est peu probable parce que leur sécurité est en jeu et qu'ils ont « connu une expérience traumatisante ». Lors de la cérémonie d'ouverture, le drapeau afghan est malgré tout présenté de façon symbolique lors du défilé des nations,, le président de l'IPC Andrew Parsons parlant d'« acte de solidarité ». Le drapeau est porté par le représentant sur place du Haut Commissariat des Nations unies pour les réfugiés.
Le 28 août 2021, Rasouli et Khudadadi arrivent à Tokyo après avoir pris un vol en route de Kaboul à Paris[pas clair] et cela met fin aux incertitudes concernant la participation de l'Afghanistan aux Jeux paralympiques. Le président du Comité international paralympique indique que les deux athlètes afghans ne seraient pas disponibles pour des interviews et insiste sur le fait qu'une permission exceptionnelle leur est accordée pour éviter les conférences de presse habituelles.
Par ailleurs, un Afghan participe aux Jeux paralympiques de 2020 dans l'équipe des réfugiés : le nageur Abbas Karimi, qui a fui son pays en 2013,.
Parmi les tentatives de qualifications pour cette édition des Jeux paralympiques, figure celle de l'équipe féminine de basket-ball en fauteuil roulant, qui échoue en s'inclinant contre l'Australie et la Chine (en) lors du tournoi pré-olympique. La capitaine de cette sélection, Nilofar Bayat, fait également partie des sportifs et sportives ayant pu fuir l'Afghanistan en août 2021, trouvant refuge en Espagne avec son mari, lui aussi joueur de basket en fauteuil.

## Athlétisme
Hossain Rasouli doit théoriquement participer à l'épreuve du 100 m T47 hommes mais il ne peut participer à l'épreuve à cause de son arrivée tardive à Tokyo. Cependant, à cause des circonstances exceptionnelles, il est autorisé à participer à la finale du saut en longueur hommes T47 le 31 août 2021 bien que son nom ne figure initialement pas dans la liste finale.
Il termine à la treizième et dernière position de la finale du saut en longueur hommes, mais il enregistre sa meilleure performance personnelle avec 4,46 m.
Concours - Hommes
| Athlète         | Épreuve              | Finale   | Finale |
| Athlète         | Épreuve              | Résultat | Rang   |
| --------------- | -------------------- | -------- | ------ |
| Hossain Rasouli | Saut en longueur T47 | 4,46 m   | 13e    |

## Taekwondo
Zakia Khudadadi peut participer au tournoi après être passée une semaine par l'INSEP.
Elle perd son premier combat face à l’Ouzbèke Ziyodakhon Isakova (17-12), malgré le gain du premier round. Repêchée après la victoire d'Isakova au tour suivant, elle s’incline à nouveau face à l’Ukrainienne Vika Marchuk.
| Athlète         | Catégorie        | 1er tour                 | Repêchage                | Quart de finale     | Demi-finale         | Finale              |          |
| Athlète         | Catégorie        | Adversaire Résultat      | Adversaire Résultat      | Adversaire Résultat | Adversaire Résultat | Adversaire Résultat |          |
| --------------- | ---------------- | ------------------------ | ------------------------ | ------------------- | ------------------- | ------------------- | -------- |
| Zakia Khudadadi | Femmes K44 +49Kg | battue par Isakova 12-17 | battue par Marchuk 34-48 | Éliminée            | Éliminée            | Éliminée            | Éliminée |